# Nouriddin El Fahtni
Nouriddin El Fahtni (en arabe : نور الدين الفهتني), né le 15 août 1982 à Midar (Maroc), est un terroriste djihadiste néerlandais d'origine marocaine membre du réseau terroriste Hofstad.
Le 10 novembre 2004, il est arrêté lors d'une opération policière menée à Porto, en Portugal, après avoir préparé des attentats contre l'Euro 2004, une compétition des nations de football organisée au Portugal. Il est relâché faute de preuve avant d'être à nouveau arrêté à Amsterdam et condamné à huit ans de prison pour participation à une organisation terroriste et quatre ans pour préparation d'attentat. Il est déchu de sa nationalité en 2011 et est contraint de retourner au Maroc.

## Biographie
Nouriddin El Fahtni naît à Midar, au nord du Maroc et émigre avec sa famille aux Pays-Bas à Amsterdam. Il grandit dans le quartier Amsterdam-West et fréquente la mosquée Tawheed avec ses amis du quartier, devenus par la suite des complices dans le milieu terroriste.
Lorsqu'il a 22 ans, il devient musulman radical et rejoint le réseau Hofstad, qui projette de commettre des attentats contre les Pays-Bas. En juin 2004, grâce à des indices de l'AIVD, les services secrets néerlandais, il est arrêté par la police portugaise avec Mohammed El Morabit, Soumaya S. et Martine van den O. à Porto pour avoir préparé un attentat contre la compétition de football Euro 2004. Il est relâché faute de preuves.
Le 22 juin 2005, il est de nouveau arrêté à Amsterdam. Au moment de son arrestation, il est en possession d'une mitraillette Agram 2000. Il est condamné à huit ans d'emprisonnement pour possession d'armes et de participation à une organisation terroriste. Quelques mois plus tard, en mars 2006, l'enquête révèle que Nouriddin El Fahtni préparait bel et bien un attentat contre la compétition de football qui avait lieu au Portugal. Le 10 mars 2006, lors du procès Piranha, El Fahtni est condamné à quatre ans de prison pour préparation d'attentat.
Le 23 janvier 2008, il est acquitté par la cour d'appel. Son jugement est annulé en cassation par la Cour suprême. L'appel a de nouveau été traité par la cour d'appel d'Amsterdam. En cour d'appel, il est condamné à huit ans de prison le 2 octobre 2008.
En juin 2011, il est déchu de sa nationalité néerlandaise et est contraint à un retour définitif vers le Maroc.

### Ouvrages
Cette bibliographie est indicative.
 : document utilisé comme source pour la rédaction de cet article.
- (en) Arjan Erkel, The Evolution of the Global Terrorist Threat, Bruce Hoffman et Fernando Reinares, 2007, 318 p. (ISBN 978-90-5018-870-8)

- Farhad Khosrokhavar, Le Nouveau Jihad en Occident, Robert Laffont, 2018, 590 p. (ISBN 978-2-221-21489-3)